# Gordon R. England
Pour les articles homonymes, voir England.
Gordon Richard England, né le 15 septembre 1937 à Baltimore, est un homme politique américain. Il est notamment secrétaire adjoint à la Défense après avoir été secrétaire à la Marine sous la présidence de George W. Bush.

## Source
- (en) Cet article est partiellement ou en totalité issu de l’article de Wikipédia en anglais intitulé « Gordon R. England » (voir la liste des auteurs).
- Notices d'autorité :   - VIAF
  - LCCN
  - WorldCat